# Xã Salem, Quận Meigs, Ohio
Xã Salem (tiếng Anh: Salem Township) là một xã thuộc quận Meigs, tiểu bang Ohio, Hoa Kỳ. Năm 2010, dân số của xã này là 1.051 người.